# Tretjärnavan
Tretjärnavan är en sjö i Krokoms kommun i Jämtland och ingår i Indalsälvens huvudavrinningsområde.